# Список умерших в 786 году

## Январь
- 6 января — Або Тбилисский, мученик, небесный покровитель города Тбилиси.

## Сентябрь
- 14 сентября — Муса аль-Хади (22), 4-й халиф Арабского халифата из династии Аббасидов (785—786).
- 21 сентября — Одоарио Африканец, епископ Луго (745—786).

## Октябрь
- 16 октября — Лулл Майнцский, архиепископ Майнца (755—786), святой.

## Дата смерти неизвестна или требует уточнения
- Абба, первый христианский граф, правивший Фризией (777—786).
- Арчил Кахетинский, грузинский православный князь Кахетии (восточная Грузия).
- Диармайт мак Конайнг, король Наута (Северной Бреги) и всей Бреги (778—786).
- Киневульф, король Уэссекса (757—786).
- Типрайте мак Тайдг, король Коннахта (782—786).
- Фогартах мак Куммаскайг, король Лагора (Южной Бреги) (785—786).